# Seneferu
Seneferu (em egípcio: snfr-wj; romaniz.: Sneferu; lit.  "Ele me aperfeiçoou"; também Senefru), também conhecido no seu nome helenizado Sóris (em grego koiné: Σῶρις [por Manetão]), foi o primeiro faraó da IV dinastia do Antigo Egito durante o Império Antigo. Reinou entre 2 630 a 2 609 a.C. ou 2 613 a 2 589 a.C., conforme a cronologia estabelecida pelos diversos investigadores.

## Duração
Sua duração de reinado ainda é incerta. De acordo com o historiador Manetão, ele é considerado o primeiro rei da IV dinastia que reinou durante 29 anos, entretanto o Cânone de Turim (na coluna 3, linha 9) sugere que apenas reinou por 24 anos. A Pedra de Palermo, por sua vez, mostra uma sexta ou oitava contagem de gado, mas é só fragmentada neste caso. Isso menciona que nem sempre as contagens de gado foram realizadas em intervalos de dois anos durante o reinado de Seneferu, tornando-se confuso a real duração de reinado do faraó.

## Família
Sneferu era filho do rei Huni e de Meresanque I, uma concubina ou esposa secundária que não seria de sangue real. Casou com Heteferés I, provavelmente a sua meia-irmã, que seria filha de Huni com a sua esposa principal; desta forma o casamento com a meia-irmã teria como objetivo legitimá-lo como rei.
Um dos filhos de Seneferu e Heteferés I foi Quéops, seu sucessor e monarca associado à grande pirâmide de Gizé. Ao lado desta rainha, o faraó se casou com duas rainhas, cujos nomes são desconhecidos, mas que deram muitos filhos. Uma primeira rainha gerou três filhos, nos quais seus nomes eram Raotepe, Nefermaate e Ranofer. Com uma terceira esposa, gerou dois filhos chamados Ancafe e Canefer.

## Reinado

### Campanhas e relações exteriores

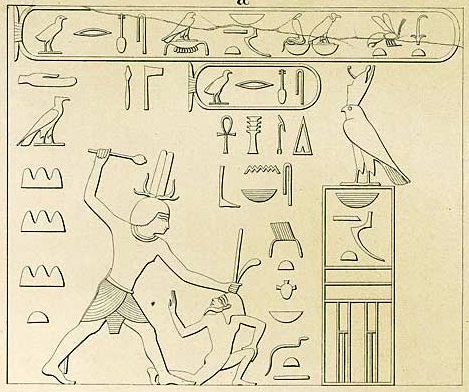
Desenho de uma inscrição rochosa de Seneferu do Uadi Magaré, feito por Karl Richard Lepsius.

Durante seu reinado, hordas asiáticas invadiram o Delta, que ele defendeu construindo vários fortes na fronteira; estas construções foram lembradas e associadas ao seu nome por dez séculos. Ele também teve problemas com as minas de cobre do Sinai, e, ao retomar seu controle, fez com que seu espírito fosse adorado pelas gerações seguintes como o deus protetor das minas.
Seneferu ordenou uma campanha militar na Núbia, a respeito das quais as inscrições egípcias falam de milhares de prisioneiros. Há razões para duvidar da historicidade destes relatos; estas intervenções teriam tido como objetivo essencial manter a ordem e impedir ataques ao Egito por partes daqueles povos.
Em contrapartida, as expedições comerciais foram inúmeras. De acordo com a Pedra de Palermo, o rei ordenou expedições para explorar as minas de turquesa de Uádi Magaré no Sinai. Ele construiu uma frota de navios, e comerciou com Creta e a costa da Síria, trazendo do Líbano o seu famoso cedro.

### Pirâmides
O rei notabilizou-se pela sua grande atividade arquitetônica. Durante o seu reinado surgiu pela primeira vez a pirâmide lisa no Egito. A Seneferu estão associadas duas pirâmides, a maior das quais em Meidum.
A pirâmide de Meidum foi provavelmente começada no reinado do seu antecessor, apesar de não haver nenhuma relação desta pirâmide com Huni, o que possibilita a Seneferu como o criador da pirâmide. O ângulo lateral da Pirâmide Sul de Dachur, considerado por alguns como o mais antigo das duas, mudou de 54°31 para 43°21 em algum lugar no meio do edifício, formando assim esta forma única chamada "Pirâmide Curvada". Alguns argumentam que reduzir o ângulo foi reduzido para a qualidade da pirâmide, temendo que ela entre em colapso ou diminua a carga de trabalho.
Entre outra pirâmides em Dachur é conhecida como a Pirâmide Vermelha. É considerada como a primeira verdadeira pirâmide construída no Egito. Também está associada a este rei uma pequena pirâmide em degraus em Seila.

### Outros feitos
Foi no seu reinado que a arte egípcia adquiriu os padrões que a caracterizariam. O túmulo da sua esposa Heteferés é revelador do requinte das artes neste período. Situado perto da grande pirâmide de Gizé, encontrou-se nele um quarto de dormir com uma cama com pés em forma de patas de leão e uma grande cadeira com decoração com motivos vegetais.
Neste reinado, o faraó deixou de se preocupar com todos os detalhes do governo, já que havia um "grão-vizir" controlando os departamentos de Estado, e vários outros oficiais, além dos governadores das cidades.
Ele foi sucedido por Quéops, mas a relação entre Seneferu e Quéops tida por alguns como desconhecida, Seneferu não teria deixado descendentes e Quéops já era uma figura importante na corte, porém Donald Mackenzie discorda.